# Guxian (sockenhuvudort i Kina, Shandong Sheng, lat 37,57, long 121,12)
Guxian (kinesiska: 古现, 古现街道) är en sockenhuvudort i Kina. Den ligger i provinsen Shandong, i den östra delen av landet, omkring 380 kilometer öster om provinshuvudstaden Jinan. Antalet invånare är 91 489. Befolkningen består av 39 818 kvinnor och 51 671 män. Barn under 15 år utgör 3,0 %, vuxna 15-64 år 92 %, och äldre över 65 år 3,0 %.
Runt Guxian är det tätbefolkat, med 982 invånare per kvadratkilometer. Guxian är det största samhället i trakten. Trakten runt Guxian består till största delen av jordbruksmark.
Genomsnittlig årsnederbörd är 756 millimeter. Den regnigaste månaden är juli, med i genomsnitt 272 mm nederbörd, och den torraste är januari, med 11 mm nederbörd.